# تونی راسل
تونی راسل (انگلیسی: Tony Russel؛ ‏ ۲۳ نوامبر ۱۹۲۵ – ۱۸ مارس ۲۰۱۷) صداپیشه و بازیگر اهل ایالات متحده آمریکا بود.
از فیلم‌های او می‌توان به در پس نقاب زورو، راهزن دمشق، جام نقره، کشتی را ترک نکن و آخرین قطار گان هیل اشاره کرد.